# Вилхелм Мар
Вилхелм Мар (на немски: Wilhelm Marr) е германски журналист и политик, станал известен с въведения в масова употреба термин „антисемитизъм“.

## Биография
Вилхелм Мар е единствен син на известния по онова време актьор и режисьор Хенри Мар и съпругата му Хенриета Катарина (по баща Бехерер).
За времето си става известен като страстен агитатор и пропагандист на антисемитизма.
Мар е първия общественик, който поставя еврейския въпрос в контекста на съвременната епоха. Още преди френско-пруската война, от 1870 г., застава на ясно изразени антиеврейски позиции. Непосредствено след Берлинския конгрес, през февруари 1879 г. публикува остър памфлет, под името „Победата на юдаизма над германизма“. До есента на същата година памфлетът е преиздаден 12 пъти, превръщайки се в първия антисемитски бестселър. През същата тази 1879 г. Мар започва да издава вестник „Германска стража“ („Deutsche Wache“). От страниците на вестника се обявява създаването на сдружение под името „Антиеврейски съюз“ („Antijudischer Verein“). Много скоро терминът „еврейски“ бил заменен не много коректно със „семитски“, а сдружението станало известно под името Антисемитска лига („Antisemitenliga“). Мар въвеждайки в употреба термина „антисемитизъм“, на практика заменил в контектста на модерната по онова време расова теория на Жозеф Артюр де Гобино, Лудвиг Волтман, Жорж Ваше де Лапуж, „остарелия“ антиюдаизъм с него. И така, на 26 септември 1879 г. Вилхелм Мар основава в Берлин първото в историята антисемитско гражданско сдружение с политическа насоченост. Лигата изиграва роля за катализиране на антиеврейските настроения в Европа, и особено във Франция, където Едуар Дрюмон създава аналогична френска Антисемитска лига.

### Антисемитизмът на Мар
Терминът „антисемитизъм“ навлиза в езика на антропологична основа посредством едно обществено движение насочено не толкова към юдаизма, колкото против еврейската общност, култура и финансови позиции на евреите в модерните европейски общества. По онова време на мода в Европа е пропагандирането на антропологичната историческа теория, която проповядвала „сблъсъка на културите“ между арийската и семитската раса – виж Рим и Йерусалим. Водещата идея на тези теория е, че расите са изначално различни, и че различията между тях влияят върху човешката история и така се стигало до конфронтациите изразяващи се в т.нар. религиозни войни през средновековието. Тази обществена антиеврейска тенденция трайно се утвърдила в общественото съзнание и разбиране за историята във времето до Втората световна война. Последвали изданията „На какво се крепи XIX век“ и „Митът на XX век“, като в идеологията на националсоциализма тази обществена антиеврейска тенденция подета от Вилхелм Мар, намерила своя краен концентриран израз.

### За него
- Franz Rudolf Bertheau: Kleine Chronologie zur Geschichte des Zeitungswesens in Hamburg von 1616 bis 1913. Realschule vor dem Lübeckertore zu Hamburg; Hamburg: Lütcke & Wulff, 1914
- Antje Gerlach: Deutsche Literatur im Schweizer Exil. Die politische Propaganda der Vereine deutscher Flüchtlinge und Handwerksgesellen in der Schweiz von 1833 bis 1845; Studien zur Philosophie und Literatur des neunzehnten Jahrhunderts 26; Frankfurt am Main: Klostermann, 1975
- Wilhelm Heyden: Die Mitglieder der Hamburger Buergerschaft. 1859 – 1862. Festschrift zum 6. Dezember 1909; Hamburg: Herold, 1909
- Werner Jochmann: Struktur und Funktion des deutschen Antisemitismus; in: Werner Eugen Mosse, Arnold Paucker (Hrsg.): Juden im Wilhelminischen Deutschland 1890 – 1914; Schriftenreihe Wissenschaftlicher Abhandlungen des Leo-Baeck-Instituts 33; Tübingen: Mohr 1976; S. 389 – 477
- Paul W. Massing: Vorgeschichte des politischen Antisemitismus; Frankfurter Beiträge zur Soziologie 8; Frankfurt am Main: Europäische Verlags-Anstalt, 1959
- Peter G. J. Pulzer: Die Entstehung des politischen Antisemitismus in Deutschland und Österreich 1867 bis 1914; Gütersloh: Mohn, 1966
- Hans-Joachim Ruckhäberle (Hrsg.): Bildung und Organisation in den deutschen Handwerksgesellen- und Arbeitsvereinen in der Schweiz. Texte und Dokumente zur Kultur der deutschen Handwerker und Arbeiter 1834 – 1845; Tübingen: Niemeyer, 1983; ISBN 3-484-35004-0
- Ernst Schraepler: Handwerkerbünde und Arbeitervereine. 1830 – 1853. Die politische Tätigkeit deutscher Sozialisten von Wilhelm Weitling bis Karl Marx; Veröffentlichungen der Historischen Kommission zu Berlin 34. Publikationen zur Geschichte der Arbeiterbewegung; 4; Berlin, New York: de Gruyter 1972; ISBN 3-11-003912-5
- Klaus Ulmer: Die Deutschen in der Schweiz. Von den Anfängen der Kolonienbildung bis zum Ausbruch des Ersten Weltkrieges; Frauenfeld: Huber, 1976; ISBN 3-7193-0517-1
- Moshe Zimmermann: Gabriel Riesser und Wilhelm Marr im Meinungsstreit. Die Judenfrage als Gegenstand der Auseinandersetzung zwischen Liberalen und Radikalen in Hamburg (1848 – 1862); i: Zeitschrift des Vereins für Hamburgische Geschichte 61 (1975), S. 59 – 84
- Moshe Zimmermann: W.M. – The Patriarch of Antisemitism; New York: Oxford University Press, 1986
- Moshe Zimmermann: From Radicalism to Antisemitism; in: Shmuel Almog (Hrsg.): Antisemitism through the Ages; Studies in Antisemitism; Oxford u.a.: Pergamon Press, 1988; S. 241 – 254; ISBN 0-08-034792-4
- Fritz Zschaek: War Wilhelm Marr ein Jude? in: Weltkampf, Heft 2, 1944, S. 94 – 98
- Nachruf; in: Neue Zürcher Zeitung Nr. 209 vom 29. Juli 1904; Beilage S. 2